# Helmut Bauer (Mediziner)
Helmut Johannes Bauer (* 31. März 1914 in Klingenberg; † 16. Januar 2008) war ein deutscher Mediziner, der ab den 1950er Jahren wesentlich zur Erforschung der Multiplen Sklerose und zur Wiederaufnahme der internationalen Beziehungen der deutschen Neurologie beigetragen hat. Im Zweiten Weltkrieg war er ab Dezember 1941 Mitglied der Waffen-SS.

## Leben
Bauer, geboren 1914 in Klingenberg/Dresden, wuchs bis zum achten Lebensjahr in Siebenbürgen auf. Die Familie wanderte aufgrund der schwierigen Wirtschaftslage 1922 nach Youngstown, Ohio, aus. Bauer absolvierte hier die High School und erhielt im Anschluss ein Stipendium für das Studium am Hiram College, Ohio, das er mit einem Bachelor of Arts in Chemie 1934 abschloss.
Seinem Wunsch Medizin zu studieren konnte er realisieren durch ein Stipendium des Vereins für das Deutschtum im Ausland (VDA 1881–1945) an der Charité der Humboldt-Universität zu Berlin (1932–1938). 1939 wurde er dort über ein arbeitsmedizinisches Thema zum Dr. med. promoviert. Er arbeitete anschließend in den medizinischen Kliniken Berlin-Westend (Friedrich Umber) und Berlin-Neukölln (Ernst Wilhelm Baader, Begründer der Arbeitsmedizin in Deutschland). Dort lernte er seine zukünftige Frau Käthe Diplap kennen, die dort als Ärztin arbeitete (Heirat am 28. Dezember 1941). 1940 gab Bauer die 1929 erlangte amerikanische Staatsbürgerschaft auf.
Er meldete sich im Juli 1940 zur Wehrmacht, um als Truppenarzt zu arbeiten, wurde aber bald wegen seiner englischen Sprachkenntnisse dem 1. Lehrregiment „Brandenburg“ überstellt und dem Sonderkommando Künsberg zugeordnet. Mit dem Sonderkommando war er eingesetzt in Frankreich, Griechenland, Kreta, Italien, dem Baltikum und Russland, zunächst noch als Wehrmachtsangehöriger (Unter- bzw. Assistenzarzt). Zum 24. Dezember 1941 trat er als Untersturmführer (entspricht Leutnant bzw. Assistenzarzt) der Waffen-SS bei (SS-Nummer 417.459), zum 9. November 1942 wurde er zum Obersturmführer befördert (entspricht Oberleutnant bzw. Oberarzt). Zwischenzeitlich erfolgte eine sechsmonatige Tätigkeit als Lazarettarzt in Saporischschja (Ukraine). Ab Mai 1943 war Bauer wieder in Berlin (Forschungsstelle für Auslandsmedizin), und ab September 1943 der Amtsgruppe D unter General der Waffen-SS Gottlob Berger zugeordnet. Zum 30. Januar 1944 erreichte er als SS-Hauptsturmführer (entspricht Hauptmann bzw. Stabsarzt) seinen höchsten Rang. Von Juni bis Dezember 1944 war Bauer stellvertretender Leiter im Institut für Mikrobiologie auf Schloss Sachsenburg in Frankenberg und ab 1945 wieder in Berlin im SS-Hauptamt tätig.
In Berlin wurde Bauer als DRK-Arzt von General Gottlob Berger eingesetzt, mit Hilfe des Internationalen Roten Kreuzes (IRK) die Situation amerikanischer und englischer Kriegsgefangener in Deutschland zu verbessern, was offenbar gelang. Bauer war kein Mitglied der NSDAP.
Nach dem Zweiten Weltkrieg und Gefangenschaft war Bauer 1947 zunächst bei E. W. Baader in Hamm tätig, wo er seine Weiterbildung zum Facharzt für Innere Medizin abschloss. Von Juni bis Dezember 1949 hospitierte Bauer an der Neurologischen Universitätsklinikum Hamburg-Eppendorf bei Heinrich Pette und erhielt dort ab Juli 1950 eine Stelle als wissenschaftlicher Assistent und später als Oberarzt.
Nach einer Gastprofessur in Ohio (1961–1962) folgte er 1963 dem Ruf auf den Lehrstuhl für Neurologie und die Leitung der Klinik für Neurologie an der Georg-August-Universität Göttingen. Für die Medizinische Fakultät hatte er von 1968 bis 1969 das Amt des Dekans inne. 1980 wurde er emeritiert.
Nach dem Tod seiner ersten Frau Käthe Diplap am 13. Februar 1975 heiratete er 1977 Irmgard Schwarze (* 9. Mai 1924 in Bremerhaven; † 29. November 2022 in Göttingen). Beide Ehen blieben kinderlos.

## Wirken
Bauer habilitierte sich 1955 für das Fach Neurologie in Hamburg über die Einführung der Elektrophorese in die Liquordiagnostik und die Identität der Liquorproteine mit den Eiweißkörpern des Blutes. Die Multiple Sklerose wurde sein Hauptforschungsthema, mit dem er international bekannt wurde.
Er engagierte sich für den Ausbau der Neurochemie und gehörte 1959 zu den Gründungsmitgliedern der Kommission für Neurochemie der World Federation of Neurology. In der Göttinger Neurologie errichtete er bereits 1964 ein neurochemisches Labor und 1967 eine neurologische Intensivstation. Dabei wurde er unterstützt durch das Förderprogramm Biomedizinische Technik der VW-Stiftung und durch Einrichtung eines DFG-Schwerpunkts für Multiple Sklerose. Nach seiner Emeritierung 1980 gründete er die MS Informations- und Beratungsstelle der Universität Göttingen und veröffentlichte mit dem Kinderneurologen Folker Hahnefeld Grundlegendes zum Thema der kindlichen Multiplen Sklerose.
Unter seiner Präsidentschaft veranstaltete die Deutschen Gesellschaft für Neurologie 1972 den ersten gemeinsamen Kongress mit der Britischen Neurologie nach dem Krieg. Bauers Wirken trug zum Aufbau der internationalen Beziehungen in der Neurologie bei. Davon zeugen seine Ehrenmitgliedschaft bei der britischen und bei der französischen Gesellschaft für Neurologie (1968) sowie seine korrespondierende Mitgliedschaft der Amerikanischen Neurologischen Gesellschaft (1972). Für sein Engagement wurde er mit der Ehrenpräsidentschaft der DGN geehrt (1982), wurde Ehrenpräsident der Luxemburgischen MS-Liga (1987), Ehrenmitglied der Deutschen Gesellschaft für Neuropädiatrie (1997) und der Deutschen Gesellschaft für Liquordiagnostik und klinische Neurochemie (1997). Seit 1966 war er Vorsitzender der Baader Stiftung für Arbeitsmedizin und Prävention.
Bauer war auch der Namensgeber des 2003 eingerichteten „Helmut-Bauer-Nachwuchspreises für Multiple Sklerose-Forschung“ der Universität Göttingen. Zu Ehren seines 90. Geburtstages fand 2004 ein Internationales Symposium zur Eröffnung des Instituts für Multiple-Sklerose-Forschung in Göttingen statt.
Nach neueren Erkenntnissen zur NS-Vergangenheit Bauers distanzierte sich die Universität Göttingen im Januar 2020 von ihrem ehemaligen Mitarbeiter, beschloss, den Preis nicht mehr zu vergeben und die bisherigen Preisträger zu informieren sowie ihnen eine Umbenennung in „Nachwuchspreis für Multiple-Sklerose Forschung Göttingen“ anzubieten. Sie bezog sich dabei auf das Genfer Gelöbnis und die Deklaration von Helsinki.